# حشيشة الكبد
حشيشة الكَبِد أو الكَبِدِيّة أو المركانتيا أو المرشانتيا (الاسم العلمي: Marchantia) هي جنس نباتات يتبع فصيلة الكبدية من رتبة الكبديات.
الماركنتيا نبات بسيط؛ لايحتوي أوعية ناقلة أو جذور لذلك يُصنف من شعبة النباتات اللاوعائية. وتعتبر واحدة من النباتات الحزازية، لكن حديثاً تم تصنيفها ضِمن النباتات الكبدية.
تتمايز الماركنتيا إلى طبقتين: طبقة عُليا تقوم بعملية البناء الضوئي، والطبقة السفلى وتعمل كمنطقة تخزين مع قنوات للهواء. وتتميز النبتة بوجود تراكيب تشبه الكوب تسمى كؤوس جيما، والتي تُستخدم للتكاثر اللاجنسي.

## التكاثر
يوجد نوعان من التكاثر،
- التكاثر الخضري
- التكاثر الجنسي

التكاثر الخضري، وهو يتم بإحدى طريقتين،
- تجزئة الثالوس أو التفتيت، وفيها يتجزأالثالوس إلى عدة أجزاء يستطيع كل جزء منها أن ينمو مباشرة إلى نبات مشيجي جديد.
- تكوين أعضاء تكاثر خضرية تسمى الجيمات والجيمه عبارة عن ثالوس صغير منبطح به تخصر في وسطه وتوجد على السطح العلوي أما السطح السفلي توجد به أشباه جذور.ويختزن في الجيمة قدر وفير من الغذاء المدخر.وتوجد الجيمات داخل كؤوس خاصة تسمى الكؤوس الجيمية منتشرة في المنطقة الوسطى من الثالوس، وتنتشر الجيمات بالرياح أو بأي عامل أخر فإذا ما تهيات لها ظروف لإنبات بعد ذلك نبتت بإنتاج قممها النامية لنباتات مشيجية جديدة تمتد وتتفلطح.[6]

### التكاثر الجنسي
تختلف الماركانتيا عن الريشيا في عدم انتظام الأعضاء الجنسية مباشرة على الثالوس ولكن توجد زوائد قائمة تخرج من السطح العلوي للنبات تسمى الحوامل وهي تتميز إلى حوامل انثريدية أو حوامل ارشيجونية وذلك تبعاً لما تحملة من أعضاء جنسية، ويتكون الحامل من ساق اسطوانية الشكل تنتهي بقرص منتقخ في قمتها.
الطور المشيجي ثنائي المسكن فتكون الأنثريدات على حامل انثريدي طويل قائم ينتهي بقرص مفصص إلى 8-9 فصوص وتترتب الأنثريدات في صفوف وتكون أصغر الأنثريدات حجماً وسناً في كل صف تكون أقربها إلى القمة النامية وتتدرج الأنثريدات في الكبر كلما ابتعدنا عن القمة متجهين إلى مركز القرص أي إن الأنثريدات تتعاقب تعاقباً قمياً.
وعند اكتمال نضج الأنثريدة تتكون السابحات الذكرية فيها فتتحرر وتسبح في الماء متوجهة إلى الأرشيجونات فتدخلها وتتحد سابحة ذكرية مع بيضة لتكون الزيجوت.وتتكون الأرشيجونات على حامل ارشيجوني له قمة وريدية تحتوي على 8-9 فصوص تستطيل على هيئة زوائد اصبعية تلتوي اسفل القرص وتصبح الأرشيجونات متدلية اسفل القرص وأعناقها متجهة لأسفل.ويحيط بكل ارشيجونة غلاف يعرف بالغلاف الكاذب.ويحيط أيضا كل صف من الأرشيجونات ستار يعرف بالستار المغلف.
يتكون النبات الجرثومي الناضج من القدم وحامل العنق وعلبة الصماد.ويعمل القدم على تثبيت النبات الجرثومي في أنسجة النبات المشيجي وامتصاص الغذاء اللازم للنبات الجرثومي وأما الحامل وهو عضو وظيفته توصيل الغذاء إلى الصماد.وتعتبر العلبة كبس جرثومي داخله الجراثيم أحادية المجموعة الصبغية ويختلط داخل العلبة مع الجراثيم خيوط عميقة هيجروسكوبية تعرف بالناثيرات (Elaters) تتميز جدرها بوجود تغلظات لولبية واضحة بها وتعمل على توصيل المواد الغذائية من الحامل الأرشيجوني إلى الجراثيم لتغذيتها.وفي مرحلة الانتشار تقوم هذه التأثيرات بوظيفة أخرى وهي معاونة الجراثيم على الانتشار وذلك لأنها شديدة الحساسية للرطوبة الجوية فهي تمتصها فتستطيل وتدفع الجراثيم في حيز كبير مبتعدة عن النبات الأصلي وتنتشر الجراثيم التي تنمو كل منها على البيئة المناسبة مكونة نبات مشيجياً جديداً.
ويتميز النبات الجرثومي بزيادة نسبة الأجزاء العقيمة التي تتمثل في التشكل الخارجي للنبات واقتصار وجود الخلايا المنشئة للجراثيم داخل العلبة إلى جانب وجود خلايا عقيمة ايضاً داخل العلبة

## الأنواع
- كبدية مائية
- Marchantia aquatica
- كبدية لوحية
- Marchantia carrii
- Marchantia chenopoda
- Marchantia debilis
- Marchantia domingenis
- Marchantia emarginata
- Marchantia foliacia
- Marchantia grossibarba
- كبدية منثنية
- Marchantia linearis
- Marchantia macropora
- Marchantia novoguineensis
- Marchantia paleacea
- Marchantia palmata
- Marchantia papillata
- Marchantia pappeana
- كبدية مائية
- Marchantia rubribarba
- Marchantia solomonensis
- Marchantia streimannii
- Marchantia subgeminata
- Marchantia vitiensis
- Marchantia wallisii